# Macrobunus
Macrobunus es un género de arañas araneomorfas de la familia Amaurobiidae. Se encuentra en Sudamérica y Sudáfrica.

## Especies
Según The World Spider Catalog 12.0:
- Macrobunus backhauseni (Simon, 1896)
- Macrobunus caffer (Simon, 1898)
- Macrobunus chilensis (Simon, 1889)
- Macrobunus madrynensis (Tullgren, 1901)
- Macrobunus multidentatus (Tullgren, 1902)